# Еврибіонти
Еврибіо́нти (від грец. eurys — широкий та грец. bios — життя) — біологічні види з великою пристосовуваністю до змін навколишнього середовища або ж іншими словами до різноманітних умов існування. Зазвичай ці організми займають великі за розміром території із різноманітними умовами, проте їхня пристосованість може сильно коливатись по відношенню до різних факторів навколишнього середовища. Так, рогіз є еврибіонтом по відношенню до температури, оскільки здатен переносити як літню спеку, так і зимове похолодання, водночас, ця рослина по відношенню до вологості є стенобіонтом, оскільки зростає лише у прибережній частині водойм, зануреною у воду. В залежності від того, до якого саме чинника проявляється значна пристосованість, вирізняють наступні групи живих організмів…
| Назва групи      | Визначення                                                  | Рослини цієї групи                                 | Тварини цієї групи                           |
| Евритермні види  | Здатні переносити значні коливання температури.             | Сосна звичайна, більшість бур'янів помірних широт. | Сайгак, беркут, вовк.                        |
| Евригалинні види | Здатні існувати у середовищі із значними змінами солоності. | Очерет звичайний.                                  | Усі прохідні риби, деякі дрібні ракоподібні. |
| Еврибатні види   | Здатні переносити значні зміни гідростатичного тиску.       | —                                                  | Кашалот.                                     |

Частка еврибіонтів більша серед великих та рухливих тварин, наприклад, таких як слони, леви, тигри, коні чи бізони. У високорганізованих звірів і птахів деякою мірою на діапазон пристосовуваності впливає рівень інтелекту і гнучкість психіки. Саме завдяки цим якостям окремі синантропні види (горобець хатній, голуб сизий, ворона сіра) разом із людиною розселились по усіх континентах. Еврибіонтами є також більшість приручених людиною тварин. Вважають, що саме пластичність та здатність пристосовуватися до різних умов стала чинником, що призвів до того, що основні домашні тварини по суті однакові у всьому світі.
Окрім того, значно більше еврибіонтів серед видів, здатних переносити несприятливі умови у стані сплячки чи анабіозу. В першому випадку варто згадати бабаків, ховрахів, бурундуків. В другому випадку мова йде, перш за все, про різноманітних паразитів. Наприклад, збудники сибірки здатні зберігатися століттями у шарі багаторічної мерзлоти, яйця аскарид та деяких нематод зберігають життєздатність при висушуванні, проморожуванні, обробці формальдегідом, нетривалому кип'ятінні. Але рекордну витривалість виявляють віруси, що пов'язано з особливостями їхньої будови та біології. Ці внутриклітинні паразити поза тілом господаря набувають кристалічної форми, що дає підставу вважати їх проміжною формою між живими організмами і неживими (мінеральними) утвореннями. Через це деякі науковці навіть припускають можливість їх поширення у космічному просторі.
Евритопність може значно коливатись на різних стадіях життєвого циклу. Наприклад, у коралів, малорухливих морських їжаків та м'якунів личинки здатні плавати активно чи пасивно, мандруючи з океанічними течіями. В окремих випадках вони здатні переміщуватись на сотні кілометрів з однієї кліматичної зони в іншу (наприклад, з екваторіальної до тропічної). У прохідних риб, навпаки, ікра розвивається в умовах незначних коливань солоності, температури, жорсткості води, але мальки і дорослі особини мігрують на великі відстані, змінюючи нерестові річки на нагульні затоки і моря. Те ж саме можна спостерігати у крилатих комах, чиї яйця та личинки знаходяться на одному місці або рухаються на невеликі відстані (наприклад, гусінь в межах однієї кормової рослини), а дорослі особини здатні долати значні відстані.